# Vereteyka (vattendrag i Belarus)
Vereteyka är ett vattendrag i Belarus. Det ligger i den västra delen av landet, 230 km väster om huvudstaden Minsk.
Trakten runt Vereteyka består till största delen av jordbruksmark. Runt Vereteyka är det ganska tätbefolkat, med 75 invånare per kvadratkilometer.